# Kautz Gusztáv
Győri Kautz Gusztáv (Győr, 1836. január 7. – Győr, 1907. november 23.) jogi doktor, pártelnök, királyi tanácsos és jogakadémiai igazgató. Kautz Gyula öccse.

## Élete
Kautz Ignác gyógyszerész és Kletzár Luiza fia. A gimnáziumot és az akadémiát Győrött végezte és 1859. december 2-án a pesti egyetemen jogi doktorrá avatták. 1861. március 4-én Győr város megválasztotta aljegyzővé. 1862. április 29-én Győr megye főjegyzője, egyúttal ugyanott törvényszéki szavazó bíró lett, 1864. május 1-jén ügyvédi oklevelet nyert. 1867. május 30-án Győr város főjegyzőjévé választatott és szeptember 16-án a győri királyi jogakadémián helyettes tanárnak neveztetett ki. 1869. november 30-án egyetemi magántanári képesítést nyert. 1870. június 28-án rendkívüli és 1871-ben rendes tanár lett. 1872 április a jogakadémia igazgatójának neveztetett ki és az is maradt az intézet utolsó tanéve (1892.) végeig; ekkor nyugalomba vonult. A győri közélet terén nevezetes működést fejtett ki. A politikában a Deák-pártnak volt híve, majd a fúzióval 1875-től a Szabadelvű Pártnak egyik tevékeny tagja, később vezére, elnöke volt. 1880-tól az országos vöröskereszt-egylet győri fiókjának társelnöki tisztét is betöltötte.
A Győri Közlönyben több nemzetgazdászati cikke jelent meg (1860-61. A kereskedés általában és annak jelentősége, A közlekedési eszközök mint a szellemi és anyagi haladás lényeges közegeinek fontossága, Az uzsoratörvények eltörléséről, Az iparszabadságról, A fényüzésről sat.)
1898. november 30.-án nemesség, a "győri" nemesi előnév és címer adományozásban részesült I. Ferenc József magyar királytól, feleségével, Némethy Paulinával, és gyermekeivel Kautz Gyulával és Kautz Gizellával együtt.

## Munkái
- Az államigazgatás és igazgatási jog alapvonalai, folytonos tekintettel Angol-, Franczia- és Németország törvényhozása és irodalmára, a hazai viszonyainkra s törvényhozásunkra való utasításokkal. Steinz Lőrincz után ford. Pest, 1871. (A munkához bevezetést írt: A közigazgatási tudomány jelen állása s jelentősége általában s hazánk szempontjából különösen.)
- A magyar büntetőjog és eljárás tankönyve, különös tekintettel a gyakorlati élet igényeire is Bpest, 1873.
- A magyar büntetőjog tankönyve, különös tekintettel a gyakorlati élet igényeire Bp. 1881.

Szerkesztette a Győri Közlönyt 1867. március 30-tól 1868 végéig.